# Bramsnæs Kommune
Bramsnæs Kommune i Roskilde Amt blev dannet ved kommunalreformen i 1970. Ved strukturreformen i 2007 blev den indlemmet i Lejre Kommune sammen med Hvalsø Kommune.

## Tidligere kommuner
Bramsnæs Kommune blev dannet ved sammenlægning af følgende 3 sognekommuner:
| Kommune         | Folketal 1. januar 1970 | Byer                                                |
| --------------- | ----------------------- | --------------------------------------------------- |
| Hyllinge-Lyndby | 1.893                   | Kirke Hyllinge og Lyndby                            |
| Rye-Sonnerup    | 1.712                   | Kyndeløse Sydmark, Ejby, Kirke Sonnerup og Englerup |
| Sæby-Gershøj    | 851                     | Sæby og Gershøj                                     |
| I alt           | 4.456                   |                                                     |

## Sogne
Følgende sogne indgik dermed i Bramsnæs Kommune, alle fra Voldborg Herred:
- Gershøj Sogn
- Kirke Hyllinge Sogn
- Lyndby Sogn
- Rye Sogn
- Sonnerup Sogn
- Sæby Sogn

## Rådhus
Stationsbygningen i Kirke Hyllinge, som havde været Hyllinge-Lyndbys kommunekontor siden nedlæggelsen af Sjællandske Midtbane, fortsatte som rådhus i Bramsnæs Kommune indtil 1976, hvor Lyndbys gamle skole blev rådhus.

## Borgmestre[3]
| Periode   | Navn              | Parti             |
| --------- | ----------------- | ----------------- |
| 1970-1974 | Hans Pedersen     | Radikale Venstre  |
| 1974-1987 | Holger Waage      | Venstre           |
| 1987-1990 | Sander Jacobsen   | Venstre           |
| 1990-1994 | Svend Madsen      | Venstre           |
| 1994-2002 | Carsten Rasmussen | Socialdemokratiet |
| 2002-2006 | Flemming Jensen   | Venstre           |